# 윤하영 (목회자)
윤하영(尹河英, 1889년 ~ 1956년)은 한국의 장로교 목사이다.

## 생애
평안북도 의주군 출신이다. 인근 지역인 선천군에서 선교 활동을 하고 있던 미국 북장로교 소속 선교사 남행리의 전도로 기독교에 입문했다. 남행리의 보조로 함께 활동하다가 선천 성경학원을 거쳐 1916년 평양신학교에 입학했다.
윤하영이 평양신학교에 재학 중이던 1919년 3·1 운동이 발생하였고 의주, 선천 등지에서는 기독교 세력을 중심으로 활발한 만세운동이 벌어졌다. 그는 의주로 돌아와 만세운동에 참가했다가 체포되어 평양형무소에서 1년 6개월 동안 복역했다. 출옥 후 평양신학교에 복학하여 1921년 제14회 졸업생으로 졸업하였다.
평북노회에서 목사 안수를 받고 평안북도 용천군 용계동교회를 시작으로 광화교회, 덕동교회 등에서 근무하다가,1923년 목사 사임 후 상해로 건너가 잠시 임시정부 군자금 모금활동을 하였다.
중국을 거쳐 미국으로 유학했다. 미국 프린스턴 신학교에 1924년 입학하여 3년간의 신학과정, 2년간의 연구과정을 이수했으며 1929년 귀국하여 신의주 제일교회에 부임했다.
1937년 중일 전쟁이 발발한 뒤로 일제의 종교 황민화와 신사참배 강요는 강압적으로 변화했다. 감리교가 먼저 신사참배를 결의한 뒤 장로교도 1938년 홍택기 총회장 주도로 신사참배를 결의하고 조선총독부의 황민화 정책에 적극 따랐다. 윤하영은 1939년 홍택기의 뒤를 이어 조선예수교장로회 총회장으로 선출되었으며, 임원교체 뒤 곧바로 국민정신총동원 조선예수교장로회연맹을 결성하고 궁성요배 등의 의식을 거행했다. 국민정신총동원 조선예수교장로회연맹은 장로교단의 체계적인 친일 활동을 위해 정인과가 앞장서 결성된 단체로, 정인과는 총간사를 맡고 윤하영은 강제적으로 이사장으로 선임되었다.
1941년 이후로는 일제와 관계가 원만하지 못하여(창시개명도 하지 않음) 목사직에서 물러났으나, 1년 감옥생활과 일제의 최우선 감시자로 감시당함, 광복 직후 신의주 제1교회에 복직한 뒤 1945년 9월에 신의주 제2교회의 한경직과 함께 기독교사회민주당을 창당했다. 그러나 윤하영이 활동하던 38선 이북 지역에 소련군이 진주하여 소군정이 시작되면서 종교 활동의 자유가 제한되었고, 신의주 지역에서는 신의주 반공학생사건까지 발생하면서 더 이상 머무를 수 없게 되어 대한민국으로 월남하였다.
월남 후에는 미군정의 후원을 받아 미군정 시기에 충청북도 지사를 잠시 지냈고, 한국 전쟁 때는 도쿄의 미군 극동사령부 공보요원으로도 근무했다. 귀국 후에 문교부 교과서 편수관을 역임했고, 대한기독교계명협회를 조직하여 문맹퇴치 운동을 하다가 사망했다.
2008년 발표된 민족문제연구소의 친일인명사전 수록예정자 명단 중 종교 부문에 선정되었다.
2008년부터 친일인명사전 수록예정자 명단에서 삭제 요청을 하고 있는중이다. 상해 임시정부 군자금 모금활동을 한 사실과, 의주만세 사건 주동자로 형무소 복역이 인정되어 독립 유공자로 심의중이다.

## 북한 점령 소련군 만행 폭로
그와 한경직 목사가 작성한 광복 직후인 1945년 9월 26일 소련군이 점령한 평안북도 일대의 정황을 미국에 알리고 도움을 요청한 영문(英文) 비밀청원서가 2017년 8월 발견됐다. 당시 미군정 정치고문이었던 베닝호프(Merrell H. Benninghoff)에게 신의주 지역에서 소련군이 벌이는 공산주의 정치활동에 대해 알리고 도움을 요청한 내용이 적혔다. 베닝호프는 이를 미 국무부로 보내며 “38도선 이북을 점령한 소련군의 정치 활동에 관한 최초의 믿을 만한 목격자 증언”이라고 평가했다.
그는 “상상을 넘어선다”며 소련군의 만행을 자세히 기술했다. “신의주에서 소련군은 (은행에서) 120만엔을 탈취했다. 가정집에 침입해 시계부터 여성복까지 귀중품을 약탈하고 부녀자를 강간한 사례는 셀 수조차 없이 많다. 이런 절망적인 상황을 피해 남쪽으로 내려가는 사람은 38선을 넘으면서 소련군에게 약탈과 강간을 당한다”고 폭로했다.

## 같이 보기
- 조선예수교장로회

## 참고자료
- 김수진 (2005년 9월 20일). 〈제28회 총회장 윤하영 목사 (1939-1940년)〉. 《총회를 섬겨온 일꾼들》. 서울: 한국장로교출판사. ISBN 89-398-0643-3.
- 전재우 기자 (2003년 9월 14일). “[해방후 기독교 정당 현황·활동상황] 임정 요원 귀국후 정당결성 가속”. 국민일보. 2008년 1월 3일에 확인함. |제목=에 지움 문자가 있음(위치 1) (도움말)[깨진 링크(과거 내용 찾기)]
- 전정희 기자 (정리) (2001년 8월 16일). “[나의 길 나의 신앙―조동진 ⑹] 지리산밑 무교회면지역 문맹퇴치 전력”. 국민일보. 2008년 1월 3일에 확인함. |제목=에 지움 문자가 있음(위치 1) (도움말)[깨진 링크(과거 내용 찾기)]